# Mary C. McCall Jr.
Pour les articles homonymes, voir McCall.
Mary C. McCall Jr. est une scénariste américaine, née le 4 avril 1904 à New York (États-Unis), morte le 3 avril 1986  à Los Angeles (Californie).

## Filmographie
- 1932 : Street of Women
- 1932 : Fils de Russie (Scarlet Dawn) de William Dieterle
- 1934 : Desirable
- 1934 : Babbitt
- 1934 : Mariage secret (The Secret Bride) de William Dieterle
- 1935 : La Dame en rouge (The Woman in Red)
- 1935 : Le Songe d'une nuit d'été (A Midsummer Night's Dream)
- 1935 : Dr. Socrates (en)
- 1936 : L'Obsession de madame Craig (Craig's Wife)
- 1937 : Women of Glamour
- 1937 : Échec au crime (I Promise to Pay) de D. Ross Lederman
- 1937 : It's All Yours
- 1938 : Breaking the Ice
- 1938 : Coup de théâtre (Dramatic school)
- 1939 : Maisie
- 1940 : Congo Maisie
- 1940 : Gold Rush Maisie
- 1941 : Maisie Was a Lady
- 1941 : Ringside Maisie
- 1941 : Kathleen
- 1942 : Maisie Gets Her Man
- 1942 : Panama Hattie
- 1943 : Swing Shift Maisie
- 1944 : J'avais cinq fils (The Sullivans)
- 1944 : Reward Unlimited
- 1944 : Maisie Goes to Reno
- 1945 : Règlement de comptes (Keep your powder dry)
- 1949 : Monsieur Belvédère au collège (Mr. Belvedere Goes to College)
- 1949 : Chanson dans la nuit (Dancing in the Dark) d'Irving Reis
- 1952 : Capturez cet homme ! (en) (Ride the Man Down)
- 1952 : Les Diables de l'Oklahoma (Thunderbirds), de John H. Auer
- 1959 : Juke Box Rhythm